# 1485

## Události
- Kutnohorský náboženský mír

### Probíhající události
- 1455–1487 – Války růží

## Narození
- 16. prosince – Kateřina Aragonská, anglická královna jako první manželka Jindřicha VIII. († 7. ledna 1536)
- ? – Hernán Cortés, španělský conquistador († 2. prosince 1547)
- ? – Garcia Jofre de Loaisa, španělský mořeplavec († 30. července 1526)
- ? – Giovanni da Verrazzano, italský (florentský) mořeplavec, cestovatel a objevitel († 1528)
- ? – Jan Houghton, převor kláštera v Londýně, katolický světec († 4. května 1535)
- ? – Bartolomé Torres Naharro, španělský renesanční básník, dramatik a kněz († 1520/1540)
- ? – Turgut Reis, osmanský pirát řeckého původu († 23. června 1565)

## Úmrtí
- 16. března – Anna Nevillová, anglická královna jako manželka Richarda III. (* 11. června 1456)
- 22. srpna – Richard III., král Anglie (* 1452)
- 25. října – Selçuk Hatun, osmanská princezna a dcera sultána Mehmeda I. (* asi 1407)
- 27. října – Rodolphus Agricola, holandský filozof, renesanční humanista (* 28. srpna 1443)

## Hlavy států
- České království – Vladislav Jagellonský
- Svatá říše římská – Fridrich III.
- Papež – Sixtus IV. – Inocenc VIII.
- Anglické království – Richard III. – Jindřich VII. Tudor
- Dánsko – Jan I.
- Francouzské království – Karel VIII.
- Polské království – Kazimír IV. Jagellonský
- Uherské království – Matyáš Korvín
- Litevské velkoknížectví – Kazimír IV. Jagellonský
- Norsko – Jan I. Dánský
- Portugalsko – Jan II.
- Švédsko – regent Sten Sture
- Rusko – Ivan III. Vasiljevič
- Kastilie – Isabela Kastilská
- Aragonské království – Ferdinand II. Aragonský